# Friedrich Försterling
Friedrich Försterling (* 25. Januar 1953 in Braunschweig; † 6. August 2007 in München) war ein deutscher Psychologe, der insbesondere für seine Forschungsarbeiten zur Attributionstheorie internationale Bekanntheit erlangt hat. Zuletzt war er Professor für Allgemeine Psychologie an der Ludwig-Maximilians-Universität München.

## Leben
Nach dem Besuch des Martino-Katharineums studierte er ab 1973 Psychologie, zunächst an der Universität in Graz, dann an der Universität in Salzburg. Dort schloss er 1977 das Studium mit der Promotion bei Erwin Roth ab (Thema: Kausalattributierung von Erfolg und Misserfolg, Geschlecht, Risikowahlverhalten und einige Aspekte der Gruppenarbeit: Eine empirische Untersuchung). 
Nach einem Postdoktoranden-Studium 1977 bei Bernard Weiner an der University of California, Los Angeles, war er 1978 Fellow am Institute for Rational Emotive Therapy, New York, unter der Leitung von Albert Ellis. Von 1979 bis 1988 als wissenschaftlicher Assistent an der Universität Bielefeld bei Wulf-Uwe Meyer beschäftigt, nahm er 1988 eine Gastprofessur für das Fach Sozialpsychologie am Department of Psychology der University of Western Ontario an. 1991 wurde er zum außerplanmäßigen Professor an der Universität Bielefeld ernannt. Nach einer Professur in Erfurt wechselte er 1996 als Professor an die Ludwig-Maximilians-Universität München.
Am 6. August 2007 starb Försterling im Alter von 54 Jahren.

## Forschungsschwerpunkte
Försterlings Arbeiten sind zentral dem Bereich der attributionstheoretischen Forschung im Überschneidungsbereich von Allgemeiner Psychologie, Sozialpsychologie, und Klinischer Psychologie zuzuordnen. Seine grundlagentheoretischen Beiträge erweiterten unter anderem die wissenschaftliche Kenntnislage zum Kovariationsprinzip nach Harold H. Kelley (1921–2003), zur Verbkausalität und zum funktionalen Wert realistischer Attributionen. Auch aufgrund seiner psychotherapeutisch-praktischen Ausbildung bei Albert Ellis, mit dem er freundschaftlich verbunden war, stellte Försterling in seinen Arbeiten immer wieder eine Verbindung zu klinischen Anwendungsfeldern her. So plädierte er schon frühzeitig für die praktische Umsetzung attributionstheoretischer Erkenntnisse in der Psychotherapie.

## Werke (Auswahl)
Aufsätze
- Attributional retraining: A review. In: Psychological Bulletin. Bd. 98. 1985, S. 495–512.
- Models of covariation and causal attribution. How do they relate to the analogy of analysis of variance?. In: Journal of Personality and Social Psychology. Bd. 57. 1989, S. 615–625.
- The psychological causality implicit in language: A review. In: Psychological Bulletin. Bd. 121. 1997, S. 192–218 (zusammen mit Udo Rudolph).
- Attributions of depressed persons. How consistent are they with the covariation principle?. In: Journal of Personality and Social Psychology. Bd. 75. 1998, S. 1047–1061 (zusammen mit Markus Bühner und Stefan Gall).
- Ability, luck, and looks: An evolutionary look at achievement ascriptions and the Sexual Attribution Bias. In: Journal of Personality and Social Psychology. Bd. 92. 2007, S. 775–788 (zusammen mit Sandra Preikschas und Maria Agthe).
- Success attributions and more: Multidimensional extensions of the Sexual Attribution Bias to failure attributions, social emotions, and the desire for social interaction. In: Personality and Social Psychology Bulletin. Bd. 34 (2008), S. 1627–1638 (zusammen mit Maria Agthe und Matthias Spörrle).

Monographien
- Attributionstheorie in der klinischen Psychologie. Psychologie Verlags Union, Urban und Schwarzenberg, München 1986, ISBN 3-621-27005-1.
- Attribution: An introduction to theories, research, and applications. Psychology Press, Hove 2001, ISBN 0-86377-792-9.